# Hilara strobliana
Hilara strobliana är en tvåvingeart som beskrevs av Mario Bezzi 1899. Hilara strobliana ingår i släktet Hilara och familjen dansflugor. Inga underarter finns listade i Catalogue of Life.